# Yongbang-myeon
Yongbang-myeon (koreanska: 용방면) är en socken i kommunen Gurye-gun i provinsen Södra Jeolla i den södra delen av Sydkorea, 260 km söder om huvudstaden Seoul.